# Campionato nordamericano maschile di pallavolo 1977
Il V campionato nordamericano maschile di pallavolo si è svolto dal 23 al 30 aprile 1977 a Santo Domingo, nella Repubblica Dominicana. Al torneo hanno partecipato 9 squadre nazionali nordamericane e la vittoria finale è andata per la quarta volta, la seconda consecutiva, a Cuba.

## Gironi
| Girone A                                      | Girone B                                                    |
| --------------------------------------------- | ----------------------------------------------------------- |
| Canada Porto Rico Rep. Dominicana Stati Uniti | Antille Olandesi Cuba Haiti Isole Vergini Americane Messico |

## Fase finale

### Finali 1º e 3º posto
|  | Quarti           | Quarti     |         |            | Semifinali         | Semifinali         |  |  | Finale 1º/2º posto | Finale 1º/2º posto |
|  |                  |            |         |            |                    |                    |  |  |                    |                    |
|  |                  |            |         |            |                    |                    |  |  |                    |                    |
|  |                  |            |         |            |                    |                    |  |  |                    |                    |
|  | Cuba             | 3          |         |            |                    |                    |  |  |                    |                    |
|  | Cuba             | 3          |         |            |                    |                    |  |  |                    |                    |
|  | Rep. Dominicana  | 0          |         |            |                    |                    |  |  |                    |                    |
|  | Rep. Dominicana  | 0          | Cuba    | 3          |                    |                    |  |  |                    |                    |
|  |                  |            | Cuba    | 3          |                    |                    |  |  |                    |                    |
|  |                  | Porto Rico | 0       |            |                    |                    |  |  |                    |                    |
|  | Porto Rico       | Porto Rico | 0       | 3          |                    |                    |  |  |                    |                    |
|  | Porto Rico       |            |         | 3          |                    |                    |  |  |                    |                    |
|  | Haiti            | 1          |         |            |                    |                    |  |  |                    |                    |
|  | Haiti            | 1          | Cuba    | 3          |                    |                    |  |  |                    |                    |
|  |                  |            | Cuba    | 3          |                    |                    |  |  |                    |                    |
|  |                  | Messico    | 0       |            |                    |                    |  |  |                    |                    |
|  | Messico          | Messico    | 0       | 3          |                    |                    |  |  |                    |                    |
|  | Messico          |            |         | 3          |                    |                    |  |  |                    |                    |
|  | Stati Uniti      | 0          |         |            |                    |                    |  |  |                    |                    |
|  | Stati Uniti      | 0          | Messico | 3          | Finale 3º/4º posto | Finale 3º/4º posto |  |  |                    |                    |
|  |                  |            | Messico | 3          | Finale 3º/4º posto | Finale 3º/4º posto |  |  |                    |                    |
|  |                  | Canada     | 1       |            |                    |                    |  |  |                    |                    |
|  | Canada           | Canada     | 1       | 3          | Canada             | 3                  |  |  |                    |                    |
|  | Canada           |            |         | 3          | Canada             | 3                  |  |  |                    |                    |
|  | Antille Olandesi | 1          |         | Porto Rico | 1                  |                    |  |  |                    |                    |
|  | Antille Olandesi | 1          |         |            | 1                  |                    |  |  |                    |                    |
|  |                  |            |         |            |                    |                    |  |  |                    |                    |
|  |                  |            |         |            |                    |                    |  |  |                    |                    |

### Finali 5º e 7º posto
|  | Semifinali       | Semifinali       | Semifinali |       |             | Finale 5º/6º posto | Finale 5º/6º posto | Finale 5º/6º posto |  |
|  |                  |                  |            |       |             |                    |                    |                    |  |
|  | Stati Uniti      | Stati Uniti      | 3          |       |             |                    |                    |                    |  |
|  | Stati Uniti      | Stati Uniti      | 3          |       |             |                    |                    |                    |  |
|  | Antille Olandesi | Antille Olandesi | 0          |       |             |                    |                    |                    |  |
|  | Antille Olandesi | Antille Olandesi | 0          |       | Stati Uniti | Stati Uniti        | 3                  |                    |  |
|  |                  |                  |            |       | Stati Uniti | Stati Uniti        | 3                  |                    |  |
|  |                  |                  | Haiti      | Haiti | ?           |                    |                    |                    |  |
|  | Haiti            | Haiti            | Haiti      | Haiti | ?           | 3                  |                    |                    |  |
|  | Haiti            | Haiti            |            |       |             | 3                  |                    |                    |  |
|  | Rep. Dominicana  | Rep. Dominicana  | ?          |       |             | Finale 7º/8º posto | Finale 7º/8º posto | Finale 7º/8º posto |  |
|  | Rep. Dominicana  | Rep. Dominicana  | ?          |       |             |                    |                    |                    |  |
|  |                  |                  |            |       |             |                    |                    |                    |  |
|  |                  |                  |            |       |             | Rep. Dominicana    | Rep. Dominicana    | 3                  |  |
|  |                  |                  |            |       |             | Rep. Dominicana    | Rep. Dominicana    | 3                  |  |
|  |                  |                  |            |       |             | Antille Olandesi   | Antille Olandesi   | ?                  |  |

## Classifica finale
| Classifica | Squadre                 | Qualificazione                                  |
| ---------- | ----------------------- | ----------------------------------------------- |
|            | Cuba                    | Coppa del Mondo 1977                            |
|            | Messico                 | Coppa del Mondo 1977                            |
|            | Canada                  | Coppa del Mondo 1977 - Campionato mondiale 1978 |
| 4          | Porto Rico              | Campionato mondiale 1978                        |
| 5          | Stati Uniti             |                                                 |
| 6          | Haiti                   |                                                 |
| 7          | Rep. Dominicana         |                                                 |
| 8          | Antille Olandesi        |                                                 |
| 9          | Isole Vergini Americane |                                                 |